# مان پوپو نر

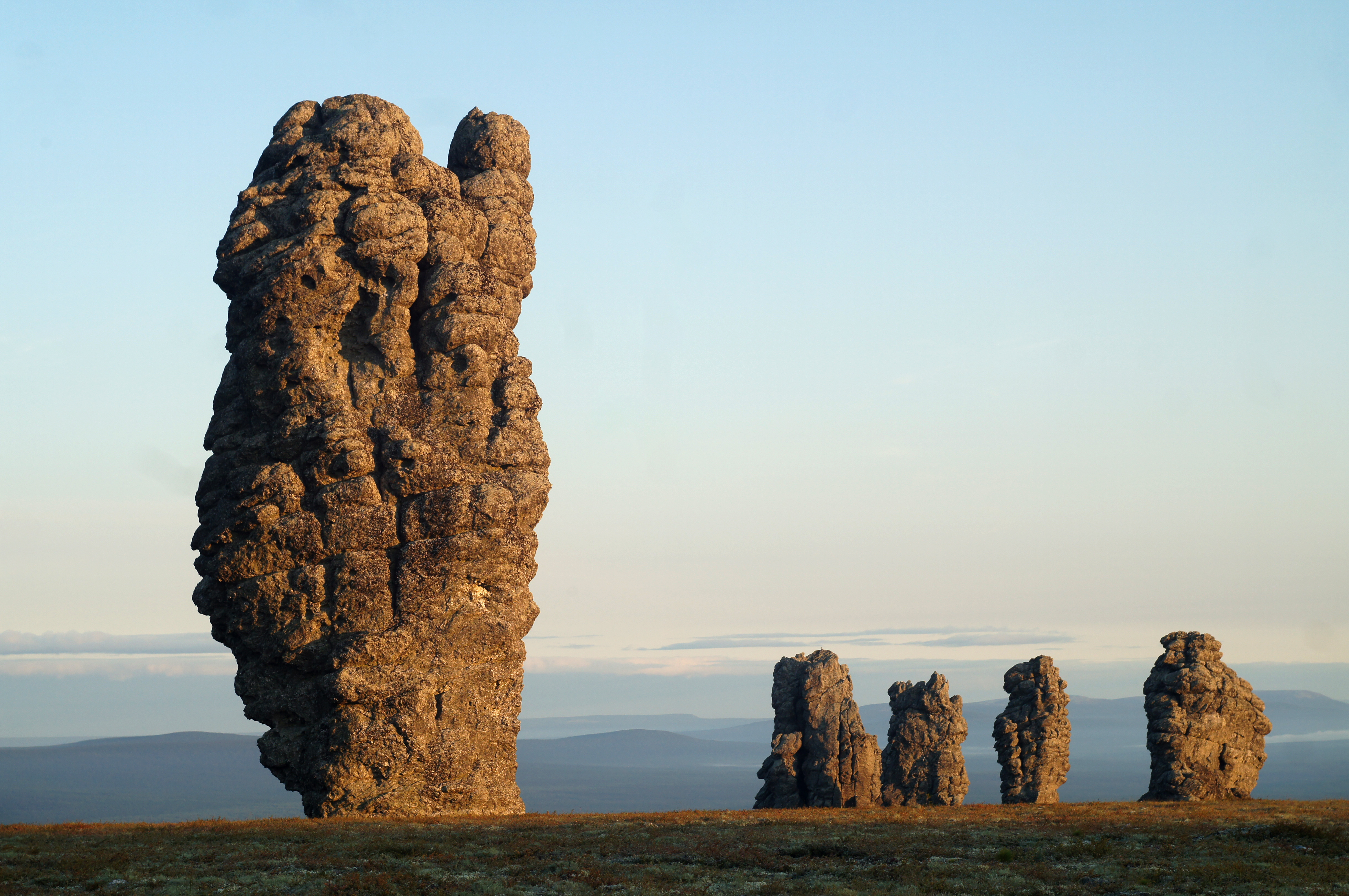
صخره‌های مشهور به مان پوپو نر

مان پوپو نِر (به انگلیسی: Manpupuner) صخره‌های سنگی است در جمهوری کومی، در غرب کوه‌های اورال در شمال روسیه است. این مجموعه شامل هفت صخره سنگی با ارتفاع بین ۳۰ تا ۴۰ متر می‌شود که شش صخره آن‌ها کنار هم، و آخری به صورت جدا، روی تپه‌ای واقع شده‌اند. ستون‌های سنگی مان پوپو نِر به دلیل دور افتاده بودن و حضور کم توریست‌ها، تقریباً دست نخورده باقی مانده است. سازه‌های طبیعی مونولیت مان پوپو نر، در فهرست عجایب هفتگانه کشور روسیه قرار گرفته‌است.

## تاریخچه
صخره‌های سنگی مان پوپو نِر یا هفت پهلوان سنگی سال‌های سال مکانی مقدس برای اقوام مانسی، از اهالی بومی آن منطقه به‌شمار می‌رفته‌اند. گفته می‌شود که تا به امروز فقط یک صخره‌نورد موفق به صعود از یکی از این هفت ستون شده‌است. این در حالی است که طبق آیین‌های اقوام مانسی، بالا رفتن از این صخره‌ها ممنوع بوده‌است.

## افسانه ها
بر اساس افسانه‌های محلی، رئیس قبیله مانسی، دختری به‌غایت زیبا داشته به نام آییم. روزی یک غول عظیم‌الجثه به نام تورِف به خواستگاری دختر می‌آید، اما جواب رد می‌گیرد. به همین دلیل تصمیم می‌گیرد تا آییم را بدزدد. یک روز غول دلداده به همراه ۶ برادرش به قبیله حمله می‌کنند و شهر را به هم می‌ریزند. آییم دست به دعا می‌برد تا برادرش که به شکار رفته زودتر برگردد و به حساب غول‌ها برسد. در این حال، برادرش از راه سر می‌رسد و سپر مخصوص خود را به سمت غول عاشق می‌گیرد و بازتاب نور خورشید، او را به سنگ تبدیل می‌کند. برادران او هم که در حال فرار بودند به همین صورت تبدیل به صخره‌های سنگی می‌شوند.

## نگارخانه

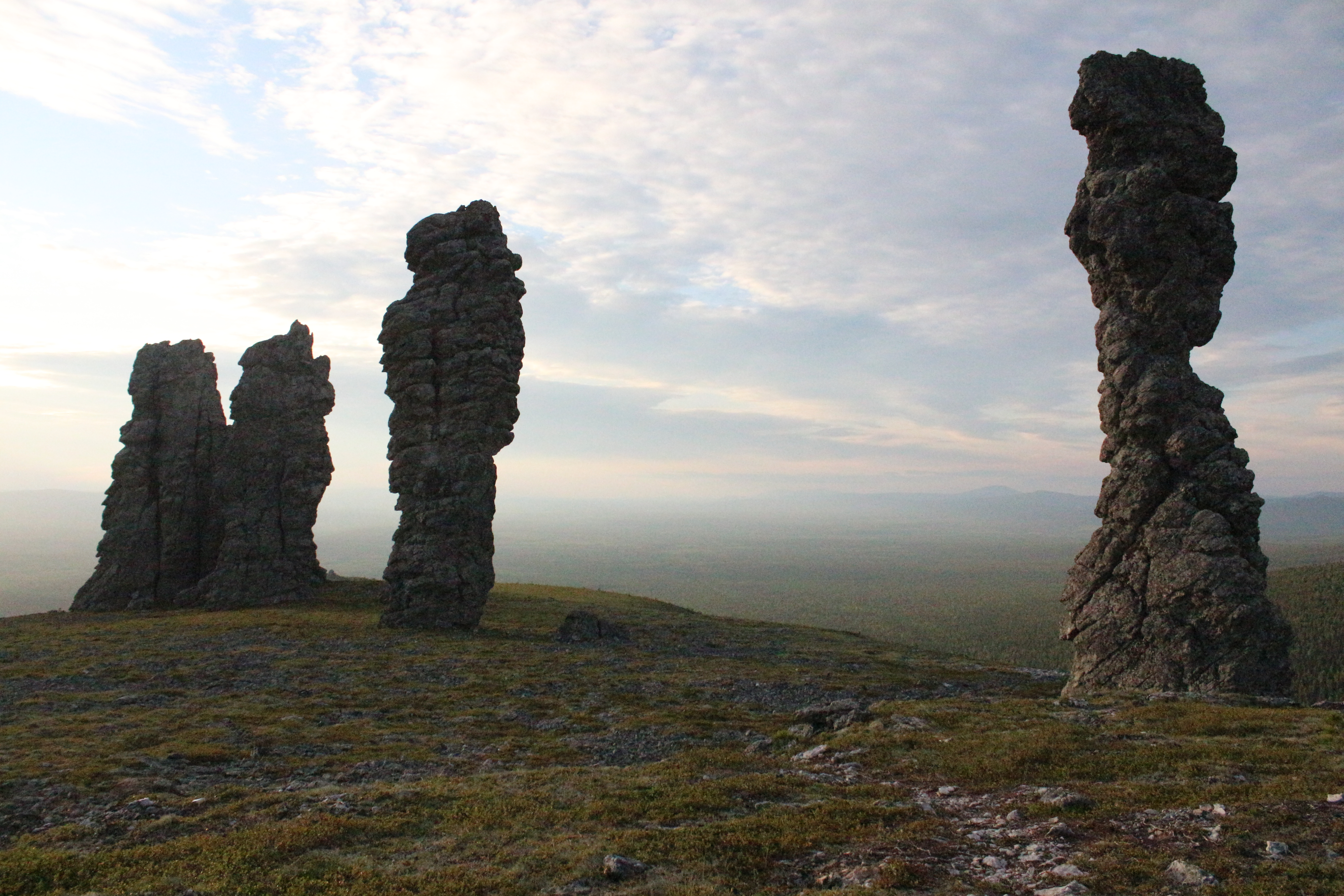
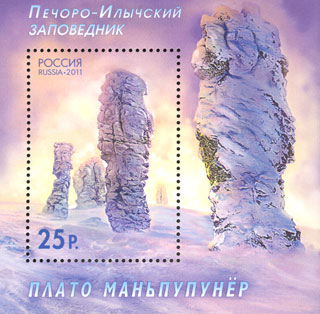